# Grydelap
En grydelap  findes sjældent enkeltvis, men optræder sædvanligvis i par.
Grydelapper bruges i husholdningen til at beskytte hænderne, hvis man skal tage på varme ting, som gryder og bageplader.
Ofte er grydelapper hjemmelavet, men de findes i mange forskellige former og i varierende materialer. De kan være hæklet eller syet, eller være fremstillet i varmeresistente materialer som silikone.